# Wernerska villan

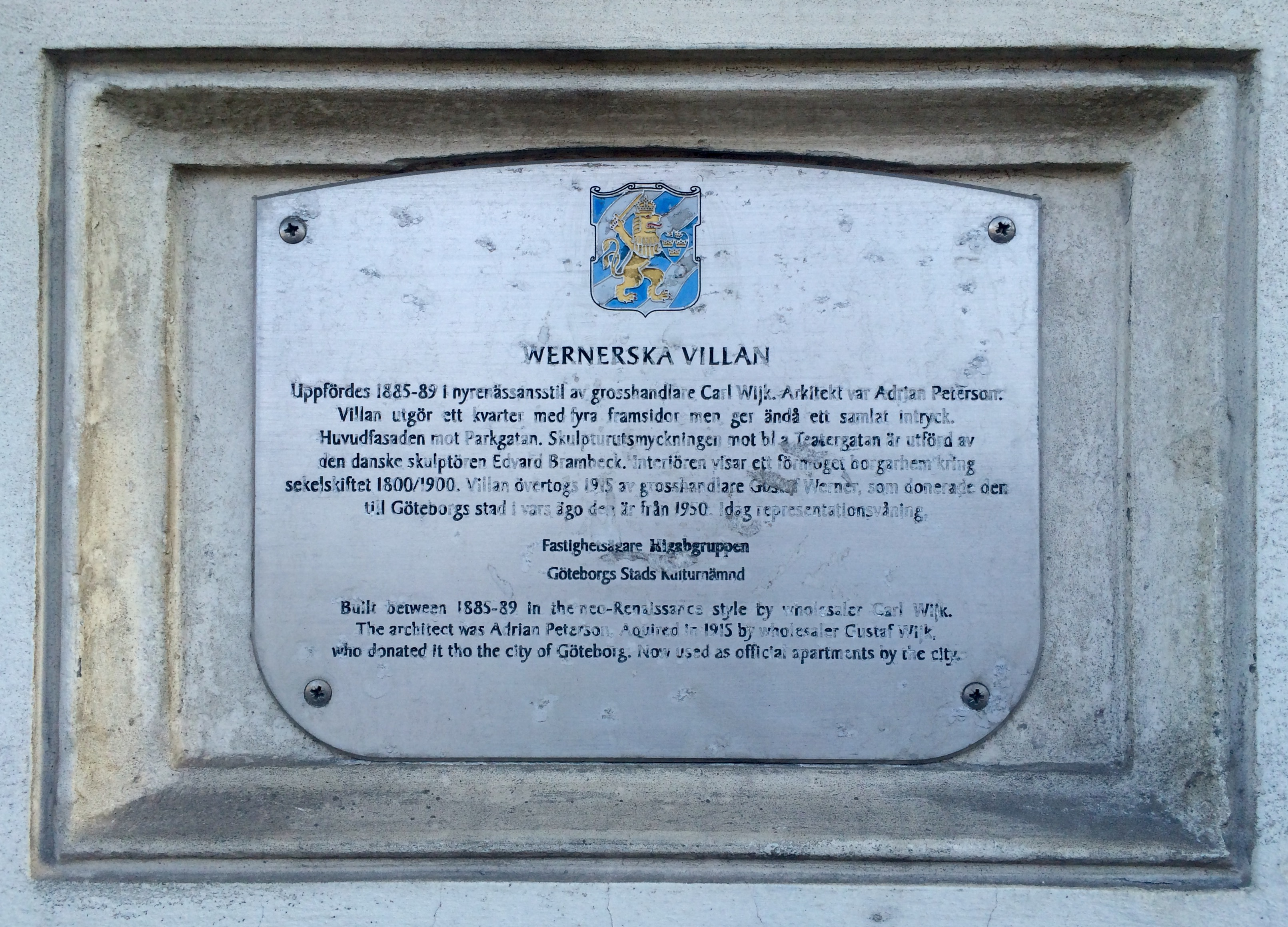
Informationsplakett uppsatt vid entrén. Plaketten sattes upp som en del av Göteborgs stads kulturnämnds "Projekt Husmärkning" under åren 2000–2001 med drygt hundra skyltar på några av stadens utmärkta hus.

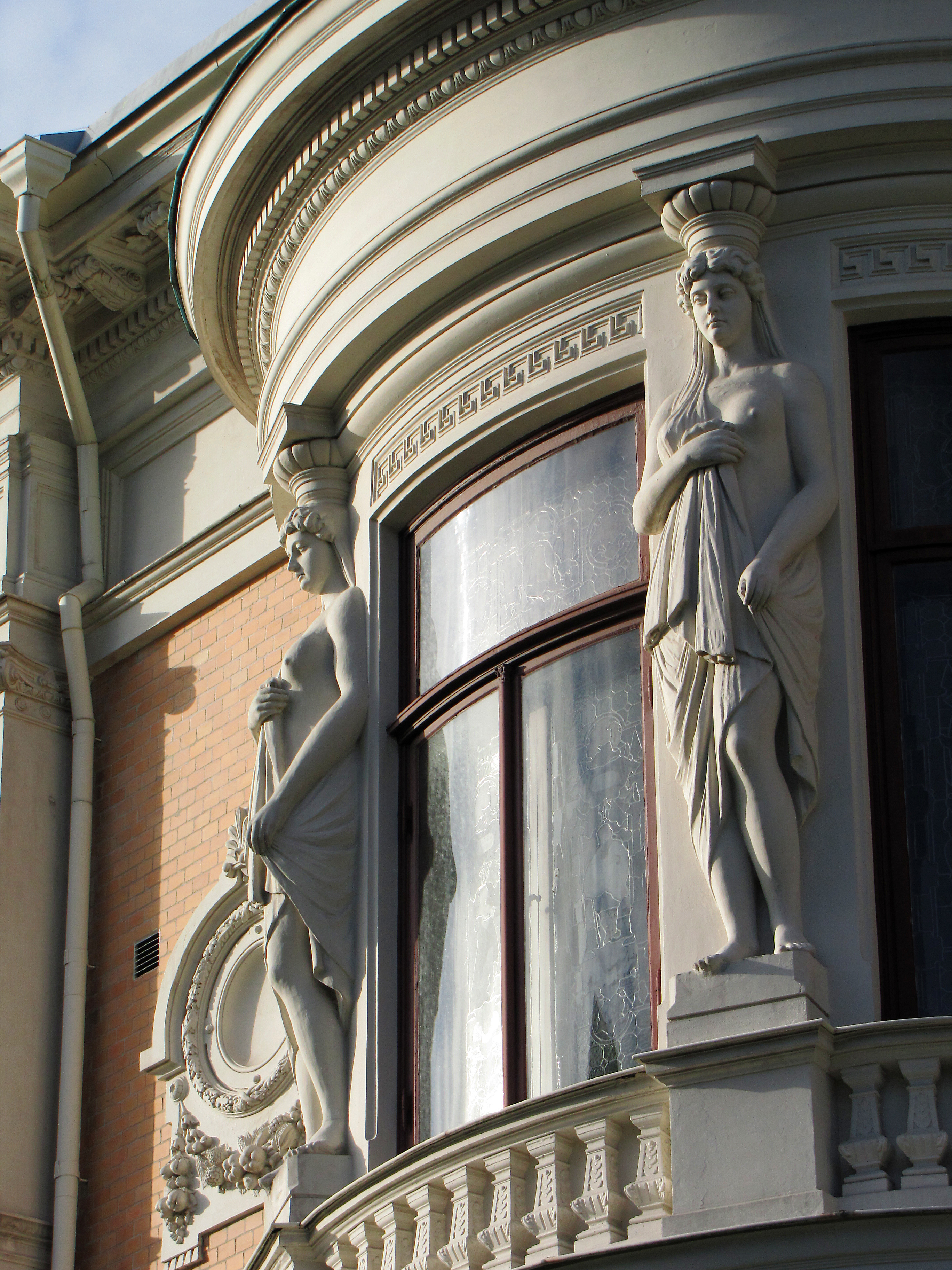
Burspråk mot norr med böjda glas. April 2009.

Wernerska villan (tidigare Wijkska palatset) är sedan 24 oktober 1968 en byggnadsminnesmärkt större stenvilla i Göteborg med adressen Parkgatan 25 i stadsdelen Lorensberg. Fastighetsbeteckningen är "nr. 1 i 42:dra kvarteret Fågelvik" (tidigare 14:e roten, nr 5 och 6). Huset stod klart 1889 och är ritat av arkitekten Adrian C. Peterson. Byggmästare var firman N. Andersson & Co.

## Historik

### 1883-1907, Carl Wijk
Kommerserådet Carl Wijk (1839-1907) köpte 1883 tomten på 1 711,6 kvadratmeter, som ursprungligen tillhörde 12 roten, men blivit överförd till den nybildade 14 roten. Uppdraget att ta fram ritningar gavs till en början åt arkitekten Victor Adler, som i november 1883 presenterade sitt förslag. Det var ett fyravånings stenhus i nyrenässansstil med en ingångsportal vid Teatergatan, omramad av kraftiga skulpturala atlanter i cement. Dessa ritningar fastställdes den 21 november 1883, men blev aldrig utförda, eftersom makarna Wijk ej ville ha en stor fastighet utan hade tänkt sig en villa omgiven av en mindre trädgårdsanläggning. Istället överlämnades uppdraget till arkitekten Adrian C. Peterson. Hans första förslag är daterat 1885 och fastställdes i slutgiltig form den 14 december 1886. Handelstidningen skrev den 17 juni 1885: 
"å tomten nr. 5 och 6 vid Parkgatan, mitt framför Chalmers tekniska läroanstalt, för närvarande pågår grundläggning till ett nybygge, som efter vad de uppgjorda ritningarna innebära, torde bliva en verklig prydnad för denna trakt, även om man tager i betraktande de omgivande präktiga husraderna.
Byggnaden ifråga skall uppföras för grosshandlare Carl Wijk och varda bostad för honom och hans familj. Inredningen skall göras uteslutande med hänsyn till familjens behov och att den vad komfort och tidsenliga anordningar beträffar ej skall lämna något övrigt att önska, kan man taga för givet."
Enligt uppgift av arkitekten var förebilden till villan hämtad från norra Tyskland. Den innehöll tjugo rum, kök, stall med mera och där installerades från början elektriskt ljus, men även med gas som reserv. Villan är byggd av tegel med en souterrainvåning, som användes som källarvåning, två bostadsvåningar och en vindsvåning. De båda nedersta våningarna är i rusticerad cement, medan huvudvåningens fasad är klädd med rödgult Frankfurtertegel.
Inflyttningen i den nya villan skedde på sommaren 1889, och invigningen firades den 9 oktober. Enligt mantalsskrivningen bestod familjen då av Carl Wijk och hans hustru Emma född Röhss (1843-96), barnen Carl Olof (1866-1918), Hakon (1868-1919) och Olga. Den 24 april 1896 var villan taxerad till 275 000 kronor.
Huset tog ofta emot gäster av hög börd. Särskilt omtalad var den middag som han den 29 mars 1898 gav för kung Oscar II, vilken då bodde hos honom några dagar. Både Carl Wijk och hans bröder var Oscar II:s personliga vänner.

### 1907-1915, Wijkska arvingarna
Carl Wijk avled den 9 juli 1907. Sedan de tre arvingarna hade delat upp boet, övertogs villan av den äldste sonen Carl Olof Wijk, även kallad "lille Calle". Han flyttade till London med familj år 1915, och avled vid ett besök i Göteborg 1918. Under en kort mellanperiod tog hans bror, kaptenen Hakon Wijk, över villan.

### 1915-1950, Gustaf Werner
Den 15 april 1915 kunde man läsa i Handelstidningen:
"Stor fastighetsaffär. Wijkska villan såld. Fastigheten nr. 5 och 6 i stadens 14:de rote med adress Parkgatan 25, den s.k. Wijkska villan, har av kapten Hakon Wijk genom stadsmäklare Willgot Kullgren försålts till grosshandlare Gustaf Werner i aktiebolaget Werner & Carlström. Priset är obekant, men fastighetens taxeringsvärde är 340.000 kr."
Före sin död 1948 hade Gustaf Werner testamenterat hela fastigheten med alla inventarier till Göteborgs stad. Ett villkor var dock att hans systrar skulle få bo kvar där så länge de levde. Dessutom önskade han, att så mycket som möjligt skulle bevaras i ursprungligt skick. Systrarna Hilda och Maria avled nästan samtidigt; Maria 1956 i en ålder av 104 år, Hilda året efter i en ålder av 94 år.

### Efter 1950, Göteborgs stad
Staden fick den 5 april 1950 lagfart på fastigheten och en omfattande renovering genomfördes. Göteborgs stad har sedan dess använt villans andra plan som representationsvåning. Wernerska villan är Göteborgs bäst bevarade 1880-talsbyggnad. Första våningen har moderniserats och fungerade från 1959 som kontor för Västsvenska Handelskammaren, Hasselblad center och sedan 1997 för Semrén & Månsson arkitektkontor.
Wernerska villan blev enligt länsstyrelsens beslut förklarad som byggnadsminne 24 oktober 1968, med skydd för ... exteriör och delar av interiör samt trädgård.

### Fotnoter
1. ↑  Beslut om byggnadsminne av Länsstyrelsen 1968-10-24.
2. ↑  Wernerska villan, karta från Lantmäteriet.
3. ↑  Göteborgs historiska museum : årstryck 1969, Göteborg 1969. Artikel: Några verk av arkitekt Adrian Crispin Peterson : Kring ett märkligt ritningsfynd, av Maja Kjellin, s. 12.
4. ↑  Hammarskiöld, Hans; Linde Bjur Gunilla, Lärn Viveca (1996). Fasader i Göteborg: hus från industrialismens genombrott till sekelskiftet. Stockholm: Gedin. Libris 7677346. ISBN 91-7964-195-4, s. 83.
5. ↑   100 utmärkta hus i Göteborg.. [Arkitekten och staden] ; [3]. Göteborg: Göteborgs stadsmuseum i samarbete med Göteborgs-posten. 2001. Libris 8379794. ISBN 91-85488-54-2, s. 123.
6. ↑  Caldenby, Claes; Linde Bjur Gunilla, Ohlsson Sven-Olof, Engström Krister (2006). Guide till Göteborgs arkitektur. Stockholm: Arkitektur i samarbete med Göteborgs stadsbyggnadskontor och Formas. Libris 10203533. ISBN 91-86050-67-2, s. 66–67.
7. 1 2  Kronologiska anteckningar om viktigare händelser i Göteborg 1619-1982, Agne Rundqvist, Ralf Scander, Anders Bothén, Elof Lindälv, utgiven av Göteborgs hembygdsförbund 1982, s. 130
8. ↑  Beslut av Länsstyrelsen 1968-10-24.
9. ↑  En annan källa hävdar 21 oktober 1968: Göteborgsregionen : kulturhistorisk beskrivning, Göteborgsregionens kommunalförbund, Göteborg 1981, s. 189
10. ↑  Byggnadsminnen i Göteborgs och Bohus län 1985, Tor Hermond, Länsstyrelsen i Göteborgs och Bohus län 1985 s. 4

### Webbkällor
- Beslut om byggnadsminne av Länsstyrelsen 1968-10-24. Läst 5 juli 2014.
- Wernerska villan, karta från Lantmäteriet. Läst 5 juli 2014.